# ウベックス

ウベックス（UVEX uvex WINTER HOLDING GmbH & Co.KG）は、ドイツ、バイエルン州フュルトを本拠地とする世界的なアイウェア及びプロテクションギアブランド。スポーツアイテムとしてスポーツグラス、スノーゴーグル、ヘルメットの製造・販売。産業用安全保護具はゴーグル・グローブ・イヤーマフなど多様な種類を製造・販売を行っている。それらの70%はドイツ国内の自社工場及び協力工場によって生産されている。

## 歴史
1926年フィリップ・M・ウィンターがドイツのバイエルン州フュルトに産業、パイロット、ドライバー、オートバイ、登山、そしてスキーヤーの為のレンズ開発「視覚、光学工場」を設立。社名がUVEX（UV：ultraviolet[紫外線] EX：exclusded[排除]）であるように、1960年代には世界に先駆けて紫外線から目を保護するレンズを製品化し世界的な名声を得た。1980年代にはその名声をもとに現在の社名「UVEX（ウベックス）」に変更した。

## テクノロジー
主にスポーツラインのテクノロジーについて説明する。また、全ての製品群（スポーツグラス・ゴーグル・ヘルメット・プロテクター）はEN欧州規格をクリアしている。
uvex supravision
ゴーグルやスポーツグラスのレンズの内側にコーティングされるナノテクノロジーを使用した独自の曇り止め技術。通常の商用曇り止めの約4～10倍の水分を吸収し曇りの発生を抑制する。共通の環境を用いたベンチマークテストにおいて他社追随を許さない。
take off
スノーゴーグルにおいてレンズを取り換えることなく、マグネットの付いたレンズを着脱することにより天候に対応する特許取得の独自システム。

## 国際大会における活躍
FISスキーワールドカップにおいて多くの選手がゴーグルとヘルメットを使用し表彰台に上がっている。近年はツール・ド・フランスなどの自転車競技大会においてもチームがスポーツグラスとヘルメットを使用し活躍している。